# Lampropeltis webbi
Lampropeltis webbi är en ormart som beskrevs av Bryson, Dixon och Lazcano 2005. Lampropeltis webbi ingår i släktet kungssnokar, och familjen snokar. IUCN kategoriserar arten globalt som otillräckligt studerad. Inga underarter finns listade i Catalogue of Life.
Arten hittades i mexikanska delstaten Sinaloa vid 2000 meter över havet. Landskapet vid fyndplatsen utgörs av skog.